# Radojica Milosavljević
Radojica Ica Milosavljević (Kraljevo kod Aleksinca, 7. oktobar 1926 — Niš, 11. novembar 2000) bio je srpski dirigent, profesor.

## Biografija
Nižu gimnaziju i ušiteljski školu završava u Aleksnicu, a srednju muzičku školu u Nišu. Nastavlja školovanje ma Muzičkoj akademiji u Beogradu, gde 1965. godine diplomira na Odseku za dirigovanje u klasi Predraga Miloševića, a postdiplomske studije u klasi prof. Vojislava Ilića završava 1979. godine. Službovao je kao učitelj, načelnik Muzičke sekcije Radio Niša (v.), nastavnik Srednje muzička škole J. Slaveniski u Prizrenu, Profesor Muzičke škole Stevan St. Mokranjac u Prištini (1965-1968) a od 1968.godine profesor je Muzičke škole Dr Vojislav Vučković u Nišu.
Hor mladih Dr Vojislav Vučković osniva 1969, a 1972. Studentski horAKUD Veljko Vlahović, sa kojim radi do 1977. Docent na Fakultetu muzičke umetnosti u Beogradu od 1980. za predmete Dirigovanje, Hor, Osnovi vokalne tehnike. Direktor srednje muzičke škole u Nišu 1985, a 1987. godine profesor i direktor VMŠ u Nišu, sa kog mesta odlazi u penziju 1991. godine.

## Karijera
Jedini dirigent sa naših prostora koji je dobio zasluženo mesto u Svetskoj enciklopediji današnjice. U njegovom životu posebno mesto zauzima Hor mladih Dr Vojislav Vučković. Svojom nadahnutom interpretacijom oduševljavao je publiku širom Jugoslavije, Belgije, Engleske, Francuske, Španije, Bugarske, Mađarske, Poljske, Norveške. Sa svih takmičenja vraćao se sa prestižnim nagradama, više puta i kao apsolutni pobednik. Ukljčivši se u skoro sve muzičke, društvene i kulturne manifestacije u Nišu, dao je veliki doprinos muziškoj i masovnoj kulturi sredine, reprezentujući je i u zemlji i u inostranstvu. Bio je redvni član UMUS-a od 1968, predsedavajući Komisije za kulturu u Nišu, predsednik Udruženja muzičkih pedagoga u Nišu, član komisije Prosvetnog saveta Srbie za muzičko vaspitanje i često u žirijima ne regionalnim, republičkuh i saveznim takmičenjima horova. Osvojio je veliki broj nagrada i priznanja, među kojima i: prvu nagradu na Festivalu omladinskih horova Jugoslavije, Celje '58, prvo mesti i Zlatnu plaketu na Saveznom takmičenju omladinskih horova, Celje '72, prvo mesto i specijalnu diplomu žirija, Evropski festival omladiniskih horova, Nerpelt (Belgija), Oktobarsku nagradu Grada Niša 1974, Oktobarsku nagradu grada Niša 1974, prvo mesto na Takmičenju muzičkih škola, Ljubljana, prvo mesto ne Republiškom takmičenju muzičkih škola, Beograd, specijalnu nagradu na Saveznom takmičenju muzičkih škola, Ljubljana, prvo mesto i Zlatnu plaketu na Mokranjčevim danima, Negotin, drugo mesto i Srebrnu plaketu ne Međunarodnom takmičenju horova u Varni, Bugarska 1975, apsolutni pobednik na radiofonskom takmičenju Jugoslovenske radiodifuzije Neka nas pesma zbliži, prvo mesto na Međunarodnom radiofonskom takmičenju Neka narodi pevaju u organizaciji BBC-ja, Engleska, Zlatnu značku Kulturno-prosvetne zajednive Srbije, četvrto mesto na Međunarodnom festivalu horova u Langolenu (Engleska), apsolutni pobednik JHS i dobitnik nagrade Teodora za najviši umetnički domet u izvođenju programa, Zlatnu plaketu na Mokranjčevim danima, Negotin 1983. Učestvovao na BEMUS-u 1977. i Dubrovačkim letnjim igrama 1979. Dobitnik je Vukove nagrade 1991.